# Christoph Spieker
Christoph Spieker (* 28. Februar 1956 in Münster) ist ein deutscher Historiker und war von 2003 bis 2021 Leiter des Geschichtsortes Villa ten Hompel der Stadt Münster.

## Leben
Christoph Spieker legte am Alexander-Hegius-Gymnasium Ahaus 1975 das Abitur ab. Das Studium der Fächer Geschichte, Kunstgeschichte und Philosophie schloss er 1982 mit dem 1. Staatsexamen für das Lehramt an Sekundarstufen I und II an der Westfälischen Wilhelms-Universität Münster ab. Im November 2013 promovierte er mit einer Studie zu Traditionsarbeit. Eine biografische Studie über Prägung, Verantwortung und Wirkung des Polizeioffiziers Bernhard Heinrich Lankenau 1891–1983 bereits nach längerer Berufstätigkeit zum Dr. phil. Nach seiner Ausbildung zum Lehrer und einer Zusatzqualifikation als Archivar war er für die Stadt Greven ab 1986 als Historikerarchivar tätig. 1999 wechselte er als wissenschaftlicher Mitarbeiter am Geschichtsort Villa ten Hompel zur Stadt Münster. Im Jahr 2003 übernahm er vom Gründungsdirektor Alfons Kenkmann die Leitung der Gedenkstätte.
Seine Forschungsschwerpunkte sind verschiedene Bereiche der westfälischen und niederländischen Geschichte des 20. Jahrhunderts. 1979 begann er mit regionalen Forschungen zur Regionalgeschichte des Nationalsozialismus in Westfalen; im Auftrag der Stadt Greven war ab 1986 an Forschung und Dokumentation des Projektes „Greven 1918–1950“ beteiligt. Ab 1989 leistete Spieker als Stadtarchivar archivische Grundlagenarbeit sowie weitere zeitgeschichtliche Forschung und insbesondere die Vermittlung regionalgeschichtlicher Themen mittels Ausstellungen, Publikationen, archivpädagogischer Initiativen für Schülergruppen und Klassen von der Grundschule bis zur gymnasialen Oberstufe in  Zusammenarbeit mit allen Schulformen; Spieker konzipierte und moderierte die „Grevener Archivgespräche“ und gab bis 1999 die Grevener Geschichtsblätter heraus.
Am Geschichtsort Villa ten Hompel der Stadt Münster war er an Grundlagenforschungen zur jüngeren Polizeigeschichte beteiligt und entwarf das Konzept für die erste Dauerausstellung „Im Auftrag. Polizei, Verwaltung und Verantwortung“(2001). Unter seiner Leitung wurde die Erweiterung  der Dauerausstellung „Wiedergutmachung als Auftrag“ (2005) und die multimediale Recherchestation im Geschichtsort gestaltet. Die Dauerausstellung „Geschichte – Gewalt – Gewissen“ eröffnete 2015. Seit April 2018 ist er zudem Mitglied der Historischen Kommission für Westfalen.
Christoph Spieker ist verheiratet und lebt mit fünf Kindern in Greven, Westfalen.

## Schriften
- Lokalstudie zum „Nationalsozialismus im westlichen Münsterland, dargestellt am Beispiel der Stadt Stadtlohn“ als Staatsexamensarbeit 1982, unveröffentlicht, aber einsehbar im Landesarchiv NW Abteilung Westfalen.
- Drei Beiträge in: August Bierhaus (Hrsg.) „Es ist nicht leicht darüber zu sprechen“. Der Novemberpogrom 1938 im Kreis Borken (Schriftenreihe des Kreises Borken, Band 9). Kreis Borken, Borken 1988; darin: Ausgrenzung und Verfolgung jüdischer Mitbürger 1933-1938, S. 27–44; Der Pogrom vom 9./10./11. November 1938, S. 45–51; Stadtlohn: „Wi hiäbbt em de Buxe vöar dei Döre hongen!“, S. 97–107.
- Export von Münster nach Den Haag: BdO Dr. Heinrich Lankenau (1891–1983). In: Alfons Kenkmann, Christoph Spieker (Hrsg.): Im Auftrag. Polizei, Verwaltung und Verantwortung. Begleitband zur gleichnamigen Dauerausstellung – Geschichtsort Villa ten Hompel. Klartext-Verlag, Essen 2001, S. 176–191.
- Enttäuschte Liebe. Funktionswandel der Ordnungspolizei in den Niederlanden. In: Johannes Th. M. Houwink ten Cate, Alfons Kenkmann (Hrsg.): Deutsche und holländische Polizei in den besetzten niederländischen Gebieten. Dokumentation einer Arbeitstagung (= Villa ten Hompel aktuell, Band 2). Villa ten Hompel, Münster 2002, ISBN 3-934999-01-8, S. 67–95.
- Der doppelte Jupp. Ein deutscher Wachtmeister und der niederländische Widerstand. In: Christoph Spieker mit Karin Berz (Hrsg.): Freund oder Vijand? Een groene politieman in het Nederlandse verzet. Ein „Grüner Polizist“ im niederländischen Widerstand (= Villa ten Hompel aktuell, Band 5). Villa ten Hompel, Münster 2004, ISBN 3-934999-05-0, S. 31–49.
- Polizeibilder unter SS-Runen. Die Film- und Bildstelle der Ordnungspolizei. In: Sabine Mecking, Stefan Schröder (Hrsg.): Kontrapunkt. Vergangenheitsdiskurse und Gegenwartsverständnis. Festschrift für Wolfgang Jacobmeyer. Klartext Verlag, Essen 2005, ISBN 3-89861-268-6, S. 139–149.
- mit Alfons Kenkmann und Bernd Walter: Wiedergutmachung als Auftrag. Begleitband zur gleichnamigen Ausstellung im Geschichtsort Villa ten Hompel. Klartext Verlag, Essen 2007, ISBN 978-3-89861-580-8.
- mit Andreas Determann, Matthias M. Ester: Die Deportationen aus dem Münsterland. Katalogband zur Ausstellung im Gepäcktunnel des Hauptbahnhofs Münster vom 18. Mai bis 15. Juni 2008 (= Villa ten Hompel aktuell, Band 11). Villa ten Hompel, Münster 2009, ISBN 978-3-935811-04-0.
- mit Matthias M. Ester, Dennis Grunendahl, Julia Volmer-Naumann: Widerstände gegen den Nationalsozialismus in Münster und im Münsterland. Deutsch-französische Dokumentation der Ausstellung in Orléans (= Villa ten Hompel aktuell, Band 13). Villa ten Hompel, Münster 2010, ISBN 978-3-935811-10-1.
- mit Markus Köster: Münster 1968. Vom Krieg der Väter zum Protest der Söhne. Drei Filme – Drei Perspektiven. Begleitheft zur DVD, 2011.
- Handreichung zur Diskussion um Straßennamen in Münster in der Ausstellung „Ehre wem Ehre gebührt?!“ 2011.
- Traditionsarbeit. Eine biografische Studie über Prägung, Verantwortung und Wirkung des Polizeioffiziers Bernhard Heinrich Lankenau 1891–1983 (= Villa ten Hompel, Schriften, Band 12). Klartext Verlag, Essen 2015, ISBN 978-3-8375-0394-4.